# Kadr
Кіностудія Kadr (пол. Studio Filmowe Kadr) — польська кіностудія, утворена 1 травня 1955 року як Кінооб'єднання KADR (пол. Zespół Filmowy KADR). До 2009 року студією було знято близько 150 фільмів.
З діяльністю кіностудії тісно пов'язана творчість представників польської школи кіно. Більшість їхніх фільмів були зняті цією студією. Представники польської школи кіно Єжи Кавалерович та Тадеуш Конвіцький були серед керівництва студії.

## Художні керівники
- В 1955—1968 та 1972—2007 роках Єжи Кавалерович.
- В 2008—2011 роках Єжи Капусцінський.

В наш час студією керує Лукаш Барчик.

## Літературні керівники
- 1955, 1980-91: Кшиштоф Теодор Тьопліц
- 1956-68: Тадеуш Конвіцький
- 1972-77: Ришард Косінський
- 1977-78: Александер Вєчкоровський
- 1979-80: Єжи Байдор